# Bachburgel
Die Bachburgel (Didiplis diandra), auch Amerikanische Bachburgel genannt, ist eine Pflanzenart aus der Familie der Weiderichgewächse (Lythraceae).

## Vorkommen
Ihr natürliches Verbreitungsgebiet liegt im Osten von Nordamerika. Die Bachburgel wächst dort sowohl submers in flachen, stehenden Gewässern als auch emers an See- und Flussufern.

## Beschreibung
Die Bachburgel ist eine krautige Sumpfpflanze und wurzelt im Schlamm. Emers wachsende Pflanzen erreichen Wuchshöhen von 5 bis 10 Zentimeter. Submers kann die Pflanze eine Wuchshöhe von 10 bis 40 Zentimeter erreichen. Die Pflanzenstängel sind kahl und zwischen 1 und 1,5 Millimeter dick. Die einfachen Laubblätter sitzen ungestielt, kreuzweise gegenständig an den Stängeln. Über der Wasseroberfläche wachsende Blätter sind keil- bis lanzettförmig. Sie werden zwischen sieben und 25 Millimeter lang und zwischen zwei und 4,5 Millimeter breit. Submerse Blätter dagegen sind schmal lanzettlich. Je nach Lichtverhältnissen haben sie eine hellgrüne bis leuchtend rote Farbe.
Die Blütezeit reicht von Juni bis August. Die Blüten stehen einzeln in den Blattachseln. Die Blüten sind vierzählig. Es sind vier grüne Kelchblätter vorhanden. Kronblätter fehlen. Es ist nur ein Kreis mit vier Staubblättern vorhanden. Der oberständiger Fruchtknoten ist klein und glatt. Es wird eine kugelige, glatte Kapselfrucht gebildet.

## Bachburgel in der Aquaristik
Im Holländischen Pflanzenaquarium wird die Bachburgel gerne genutzt, um Pflanzenstraßen anzulegen. Allerdings gilt die Bachburgel als anspruchsvolle, empfindliche und vor allem sehr lichtbedürftige Aquarienpflanze. Für ihr Gedeihen benötigen die Pflanzen weiches bis mittelhartes Wasser und sind auf eine Kohlenstoffdioxid-Düngung angewiesen. Der optimale Temperaturbereich liegt zwischen 22 und 26 Grad Celsius.